# الرابطة الوطنية لكرة القدم للهواة
 الرابطة الوطنية لكرة القدم هواة هي القسم الثالث لكرة القدم في الجزائر. الرابطة لها ثلاث مجموعات على أساس جهة النادي في البلاد، كل مجموعة تتكون من 16 ناديا من الجهة المعنية.

## مجموعات
| القسم الثانى هواة - شرق |
| القسم الثانى هواة - غرب |
| القسم الثانى هواة - وسط |

## وصلات خارجية
- الرابطة الوطنية لكرة القدم هواة